# Ježkovice
Ježkovice (deutsch Jeschkowitz) ist eine Gemeinde in Tschechien. Sie liegt neun Kilometer nordwestlich von Vyškov und gehört zum Okres Vyškov. Die Gemeinde ist Teil der Mikroregion Drahanská vrchovina.

## Geographie
Ježkovice befindet sich im Osten des Drahaner Berglandes in der Quellmulde des Baches Drnůvka. Im Osten erhebt sich der Rozepře (451 m), südlich die Podhora (453 m), im Südwesten der Krátký kopec (478 m). Nordöstlich liegt das Tal der Malá Haná mit der Talsperre Opatovice. Im Westen befindet sich der Naturpark Rakovecké údolí. Gegen Südosten liegt die mittelalterliche Wüstung Budonice, westlich die Wüstung Sokolí sowie im Nordwesten die Wüstung Vilémov.
Nachbarorte sind Kulířov, Doubrava, Studnice und Rychtářov im Norden, Pařezovice und Lhota im Nordosten, Opatovice im Osten, Dědice, Pazderna, Vyškov und Drnovice im Südosten, Račice-Pístovice im Süden, Valcha und Říčky im Südwesten, Pastviny und Bukovinka im Westen sowie Ruprechtov im Nordwesten.

## Geschichte

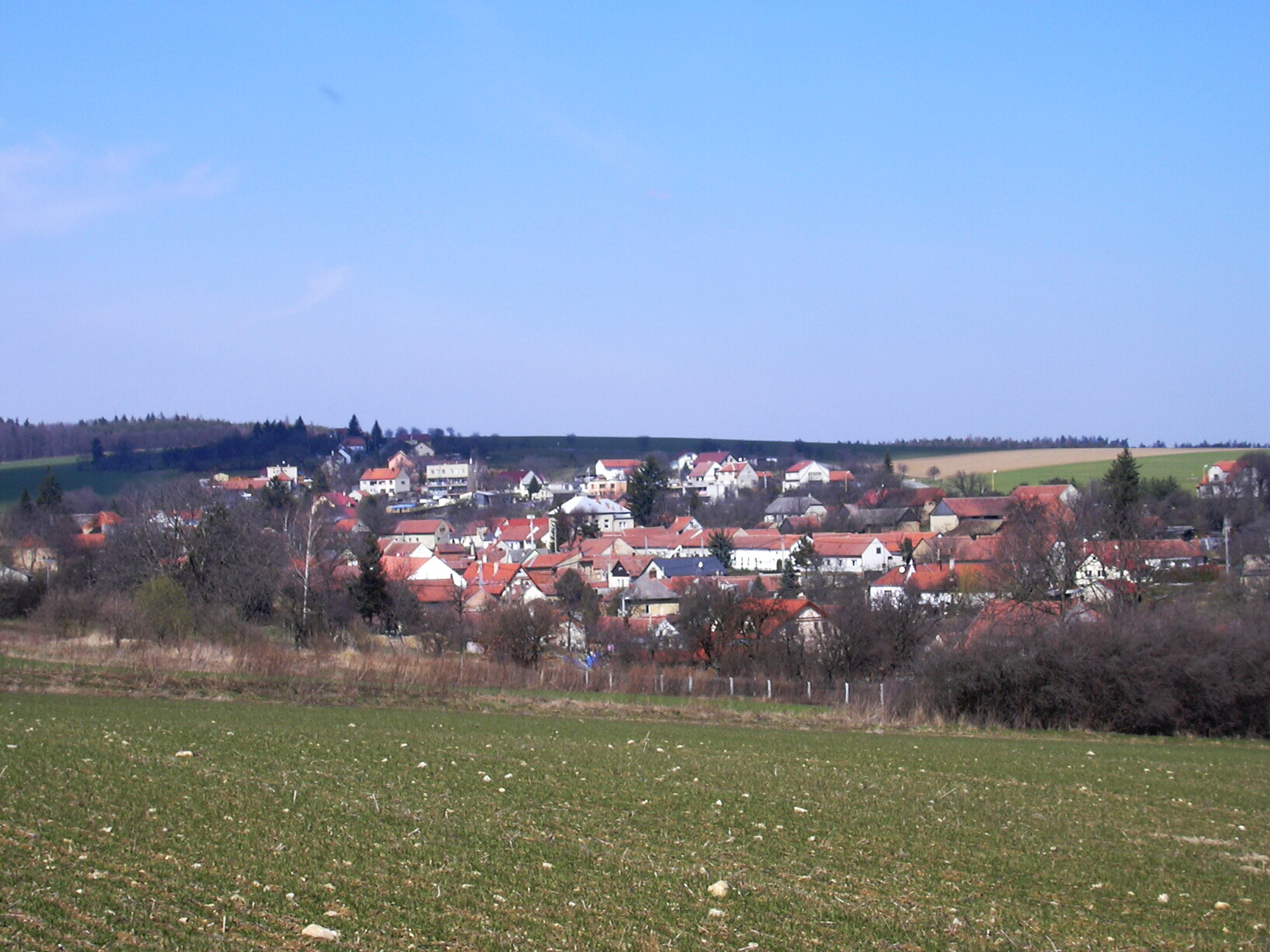
Ortsansicht

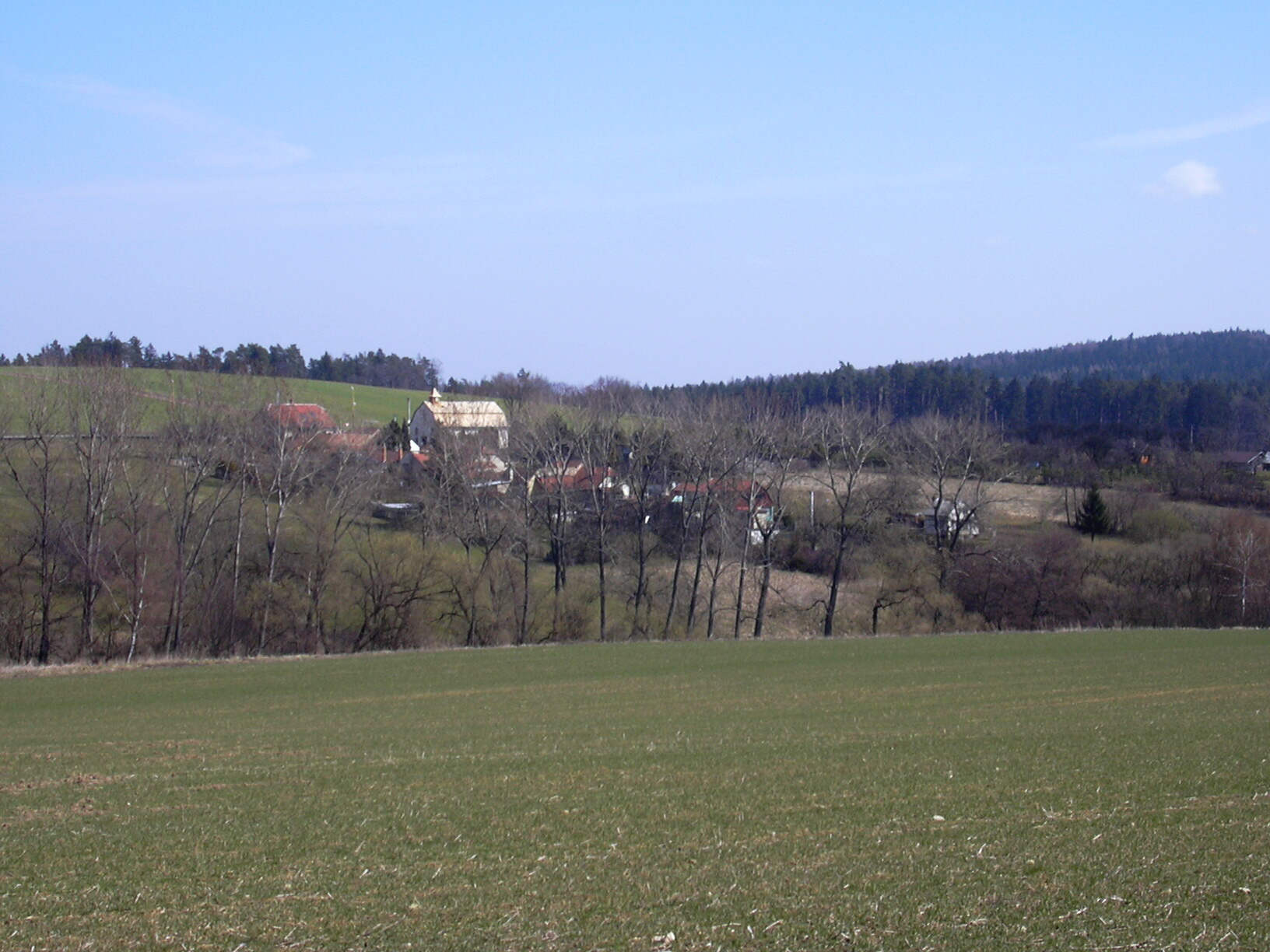
Häusergruppe bei der Herz-Jesu-Kapelle

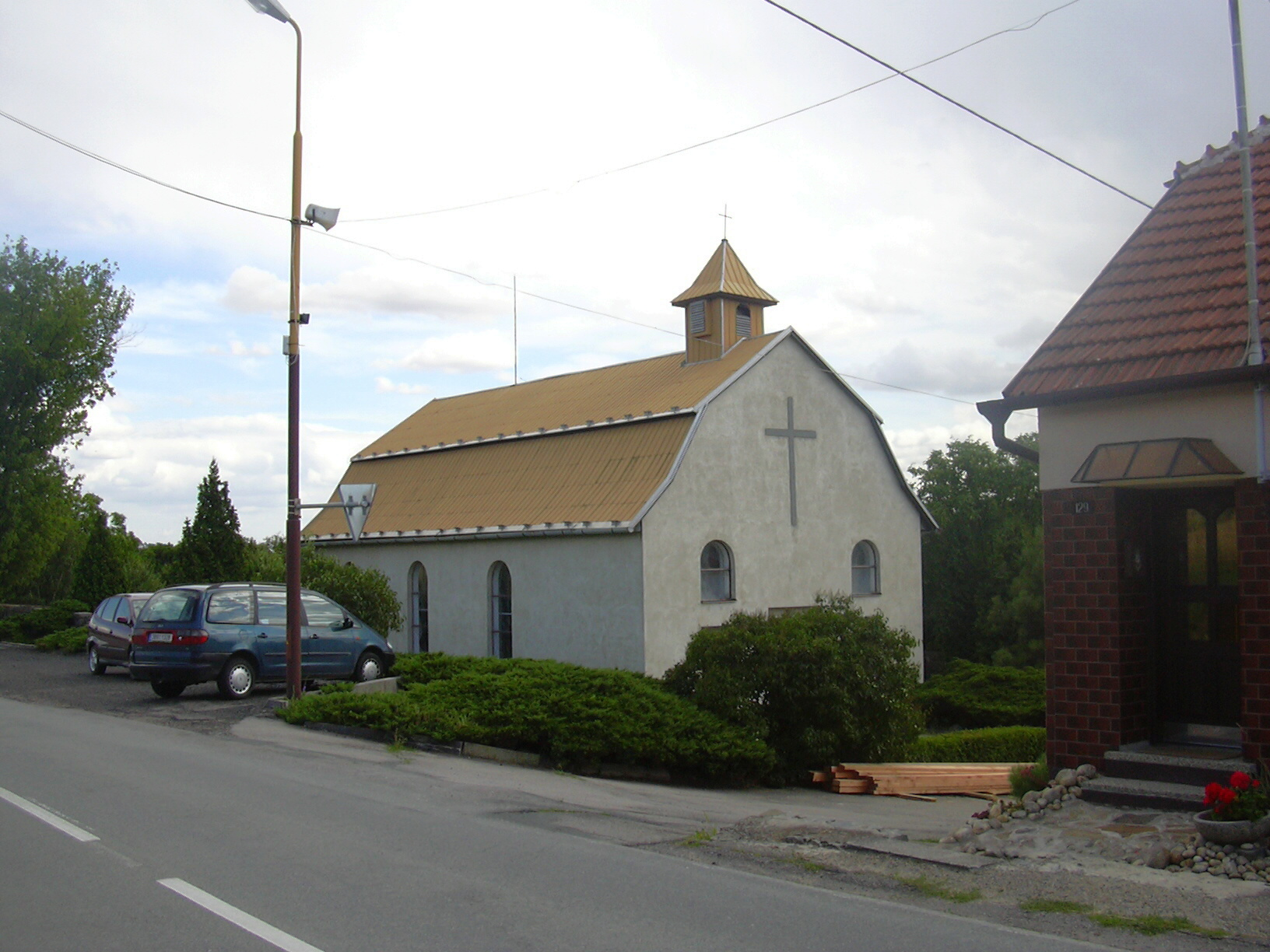
Friedhofskapelle

Die erste schriftliche Erwähnung des Dorfes erfolgte am 13. Dezember 1375 in zwei Urkunden, in denen Albrecht von Sternberg die gerichtlich verfügte Übertragung der Burg Račice mit den Dörfern Račice, Drnovice, Pístovice, Sokolí, Ježkovice und Nosálovice an seinen Vetter Peter von Sternberg vollzog. Markwart von Sternberg verkaufte Račice mit allem Zubehör 1399 an Peter Krawarn von Plumlov. Die Krawarn von Plumlov starben 1466 mit Peters Sohn Jiří im Mannesstamme aus. Bei der Teilung des Besitzes unter Jiřís vier Töchtern, fielen die Račicer Güter Kunka, die mit Wenzel von Boskowitz verheiratet war, zu. Ihm folgte Ladislav von Boskowitz und 1510 dessen Sohn Christoph. Im Jahre 1517 bestand Ježkovice aus fünf Anwesen. Über Susanne Černohorská von Boskowitz ging der Besitz 1568 an Hans Haugwitz von Biskupitz über. 1596 verkauften die Haugwitz die Herrschaft an Bernart Petřvaldský von Petřvald. Nach der Schlacht am Weißen Berg wurden die Güter des Hans von Peterswald konfisziert und 1623 an Karl Willinger von Schönenperg verkauft.
Weitere Besitzer waren ab 1630 Horacius Forno und sein Sohn Karl Franz sowie ab 1670 die Grafen Braida von Ronsecco und Cornigliano, die Račice mit einigen Unterbrechungen bis 1801 besaßen. 1718 bestand das Dorf aus 24 Anwesen. In Ježkovice hielten im 19. Jahrhundert die Tuchweberei und die Fertigung von Perlmuttknöpfen Einzug. Neben der Heimweberei wurden auch in zwei kleinen Fabriken gewebt. Bis zur Mitte des 19. Jahrhunderts blieb Ježkovice immer nach Račice untertänig.
Nach der Aufhebung der Patrimonialherrschaften bildete Ješkovice/Jeschkowitz ab 1850 eine Gemeinde in der Bezirkshauptmannschaft Wischau. Das Schulhaus wurde 1854 gebaut. Im Jahre 1869 lebten in den 85 Häusern des Dorfes 638 Personen. Seit dem Ende des 19. Jahrhunderts ist der Ortsname Ježkovice gebräuchlich. Die Höfe Ježkovice und Podomí wurden 1926 im Zuge der Bodenreform vom Račicer Großgrundbesitz abgetrennt. 1930 war Ježkovice auf 128 Häuser angewachsen und hatte 623 Einwohner.
1953 entstand ein Kindergarten. Seit 2002 führt Ježkovice ein Wappen und Banner.

## Gemeindegliederung
Für die Gemeinde Ježkovice sind keine Ortsteile ausgewiesen.

## Sehenswürdigkeiten

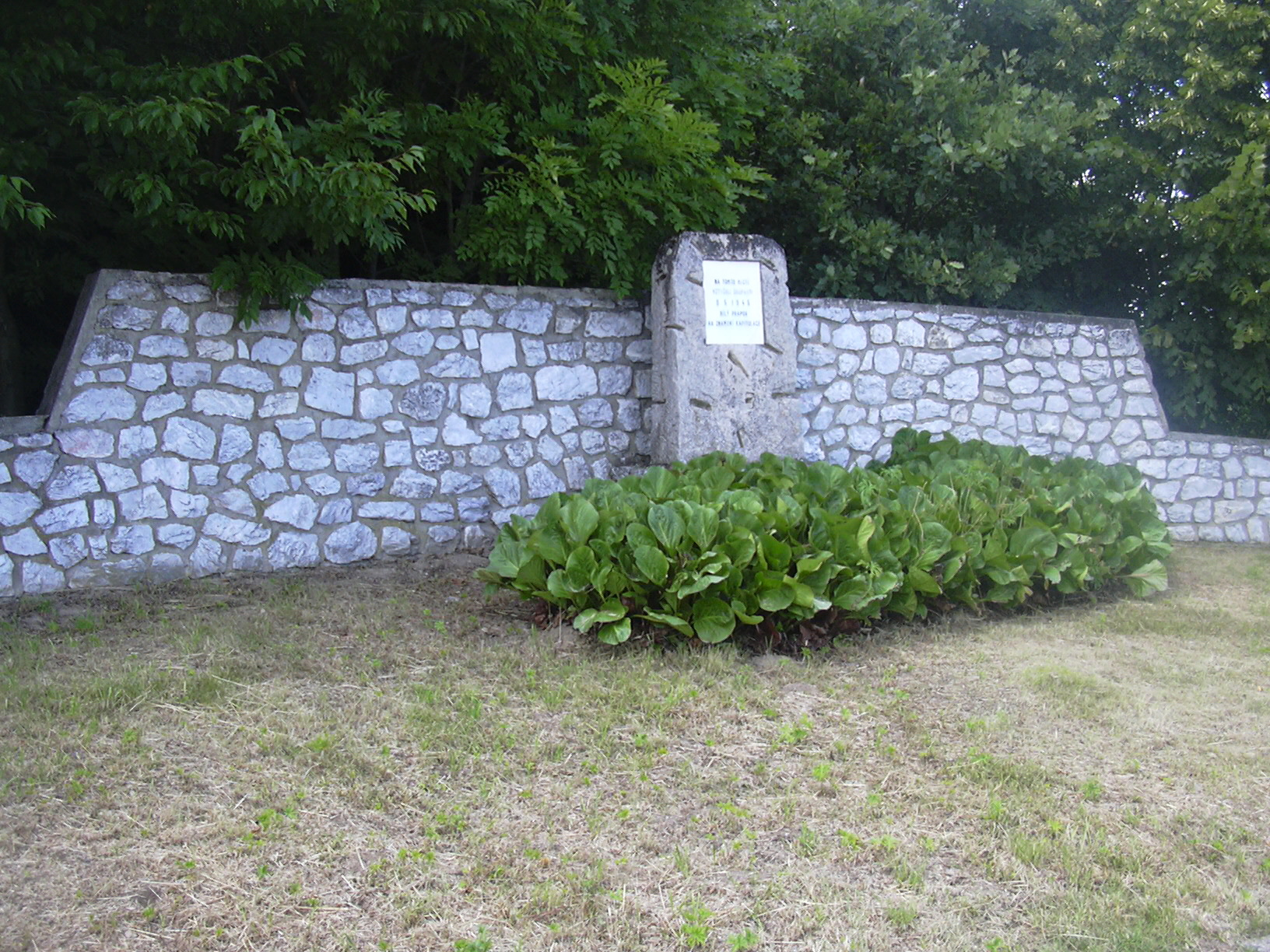
Denkmal an die Kapitulation der Wehrmacht

- Herz-Jesu-Kapelle, in der Ortsmitte, erbaut 1939
- Friedhofskapelle, südöstlich außerhalb des Ortes
- Glockenturm
- Gedenkstein an die Kapitulation der Deutschen, nordwestlich des Ortes an der Straße nach Ruprechtov
- keltische Burgstätten Černov und Na Zbitých, westlich des Dorfes
- Reste der Burgen Kuchlov und Hrádek, nördlich über dem Tal der Malá Haná
- Denkmal an die Kapitulation der Wehrmacht